# Lot (folyó)

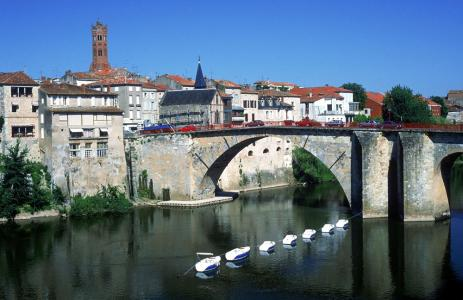
Híd a folyón Villeneuve-sur-Lot-nál

A Lot folyó Franciaország területén, a Garonne jobb oldali mellékfolyója.

## Földrajzi adatok
A folyó a Francia-középhegységben fekvő Lozère megyében, a Cévennekben ered 1 272 méter magasan, és Aiguillon városkánál ömlik be a Garonne-ba. A vízgyűjtő terület nagysága 11 254 km², hossza 484,7 km. Átlagos vízhozama 155 m³ másodpercenként. A néhai Quercy tartomány legjelentősebb folyója.
Névadója Lot és Lot-et-Garonne megyéknek.
Mellékfolyói a Bramont, Dourdou de Conques, Truyère, Boudouyssou, Célé, Lémance és a Lède.
Mintegy 160 km-en hajózható, de a hajóforgalom megszűnőben van.

## Megyék és városok a folyó mentén
- Lozère: Mende
- Aveyron: Espalion , Saint-Geniez-d’Olt
- Lot: Cahors, Saint-Cirq-Lapopie
- Lot-et-Garonne: Fumel, Villeneuve-sur-Lot , Aiguillon